# 我們的音樂 Our Music
《我們的音樂 Our Music》是日本富士電視台於2004年4月3日至2014年9月19日播出的音樂節目，由草彅剛擔任旁白。節目結束後，後續則由以女性聽眾為主的《我的音樂》（2014年開始）接檔此節目。

## 節目介紹
以現場演奏為主，加上音樂人與特別嘉賓之間的訪談，是製作相當精緻的純音樂節目。節目的主旨是打造一個「不搞笑的音樂節目」，儘管收視率一直不高，但仍受到音樂業界和年輕觀眾們很高的評價。

## 播出時間
| 放送日期                       | 放送時間（UTC+9）                    |
| ------------------------------ | ------------------------------------ |
| 2004年04月03日－2005年03月26日 | 每週星期六 23:30 - 00:00（約30分鐘） |
| 2005年04月01日－2014年09月19日 | 每週星期五 23:30 - 23:58（約28分鐘） |
| 2015年04月10日                 | 星期五 23:00 - 23:58（約58分鐘）     |

## 外部連結
- 官方網頁 （页面存档备份，存于）（日語）